# Johann Heinrich Reinecke
Johann Heinrich Reinecke (* 1755 in Kröpelin; † 13. August 1839 in Grevesmühlen) war ein deutscher Jurist.

## Leben
Johann Heinrich Reinecke besuchte das Gymnasium in Rostock und studierte ab November 1772 Jura an der Friedrichs-Universität Bützow bei Nikolaus Georg Bernhard von Löwenstern, Johann Christian von Quistorp, Johann Matthias Martini, Eobald Toze und Samuel Simon Witte. 1781 wurde er Advokat beim städtischen Obergericht in Rostock und heiratete Sophie Kosegarten (1755–1806), die Schwester von Ludwig Gotthard Kosegarten. 1796 wurde er als Ritterschaftlicher Sekretär nach Grevesmühlen berufen und ein Jahr später auch als Notar an der Justizkanzlei Schwerin anerkannt.
Johann Heinrich Reinecke veröffentlichte in den Monatschriften von und für Mecklenburg (Schwerin 1788–1791) unter dem Kürzel „R“.

## Schriften
- De iure circa votum. Inaugural-Dissertation, Bützow 1781 (Digitalisat)